# 네버 소 퓨
《전쟁과 애욕》(Never So Few)은 미국에서 제작된 존 스터지스 감독의 1959년 드라마, 전쟁 영화이다. 프랭크 시나트라 등이 주연으로 출연하였고 에드먼드 그레인저 등이 제작에 참여하였다.

## 출연

### 주연
- 프랭크 시나트라
- 지나 롤로브리지다

### 조연
- 피터 로퍼드
- 스티브 매퀸
- 리처드 존슨
- 폴 헨리드
- 브라이언 돈레비
- 조지 타케이 - 병원의 군인 역
- 제임스 홍 - 차오 장군 역

## 제작진
- 미술: 한스 페터스
- 미술: 애디슨 헤어
- 의상: 헬런 로즈